# João, o Velho

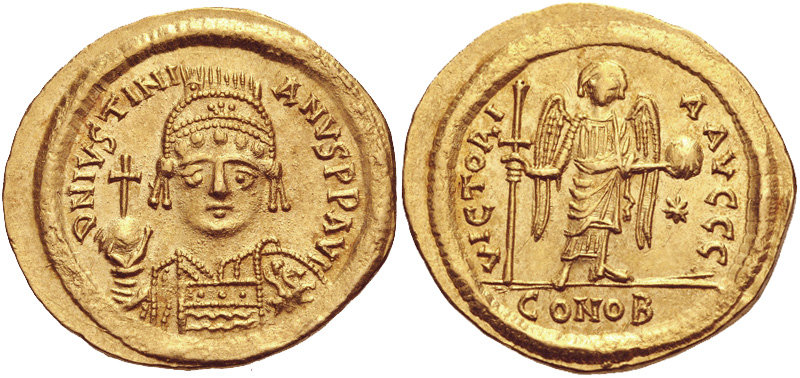
Soldo de Justiniano r.

João (em grego: Ἰωάννης; romaniz.: Ioánnes; em latim: Ioannes) foi um oficial bizantino do século VI, ativo no reinado do imperador Justiniano (r. 527–565). 

## Vida
João esteve ativo na prefeitura pretoriana da África como comandante subordinado ao mestre dos soldados João Troglita. É incerto qual posto exerceu na província. Talvez ocupasse algum comando classificado entre os mestres dos soldados e tribunos, talvez um homem espectável, como sugerido pelos autores Prosopografia do Império Romano Tardio. Na obra João de Coripo, foi estilizado como duque (dux e duce).
Suas origens e nascimento são incertos. Quando é mencionado no contexto da guerra bizantino-moura da década de 540, é descrito por Coripo como um homem velho, mas ainda vigoroso. Aparece pela primeira vez no inverno de 546/547, quando participou na batalha onde os bizantinos decisivamente derrotaram os mouros do chefe Antalas. Nesta ocasião, liderou tropas na ala esquerda ao lado de Fronimudo. No verão de 547, participou na desastrosa Batalha de Marta, onde liderou tropas na ala direita com Fronimudo e o mouro Cusina. Durante a fuga das tropas bizantinas, teria se afogado em areia movediça. Sua morte foi lamentada em Cartago por sua viúva.